# کالابریتو
کالابریتو (به ایتالیایی: Calabritto) یک منطقهٔ مسکونی در ایتالیا است که در استان آولینو واقع شده‌است.

## خصوصیات
کالابریتو ۵۰٫۱۲ کیلومترمربع مساحت و ۲٬۵۶۷ نفر جمعیت دارد و ۴۸۰ متر بالاتر از سطح دریا واقع شده‌است.